# Črnopikasti pajek
Črnopikasti pajek (znanstveno ime Eresus kollari) je vrsta pajkov iz družine pajkov črnivcev, ki je razširjena tudi v Sloveniji.

## Opis
Dolžina telesa pri samcih znaša do 11 mm, samice pa so večje in lahko dosežejo do 20 mm. Živijo v do 10 cm dolgih podzemnih cevkah, ki imajo premer 1 cm.
Črnopikasi pajek je ena od treh vrst pajkov, ki so jih spoznali kot samostojne vrste, pred tem pa so bili uvrščeni v vrsto Eresus cinnaberinus oz. Eresus niger.